# Фарммаш

Фарммаш — виробник полімерних виробів. Компанія «Фарммаш» — засновано в 1999 році, як виробник полімерних закупорно-дозуючих виробів для фармацевтичної, харчової та хімічної промисловості. За цей короткий період, підприємство зайняло стійку лідерську позицію виробника фармацевтичної упаковки в Україні. Продукція компанії також добре відома у країнах СНД.

### Історія
2005 рік — компанія «Фарммаш» плідно співпрацює зі світовими лідерами в області інжекційних машин, компаніями «Demag» і «Engel».
2007 рік — введено в експлуатацію нове виробниче приміщення загальною площею 3000 квадратних метрів, на якому успішно експлуатуються від 20 одиниць обладнань.
Віддаючи перевагу якості продукції що випускається, на підприємстві здійснено перехід на експлуатацію горячеканальних прес-форм. Використання даних систем направлено на підвищення якості виробів.

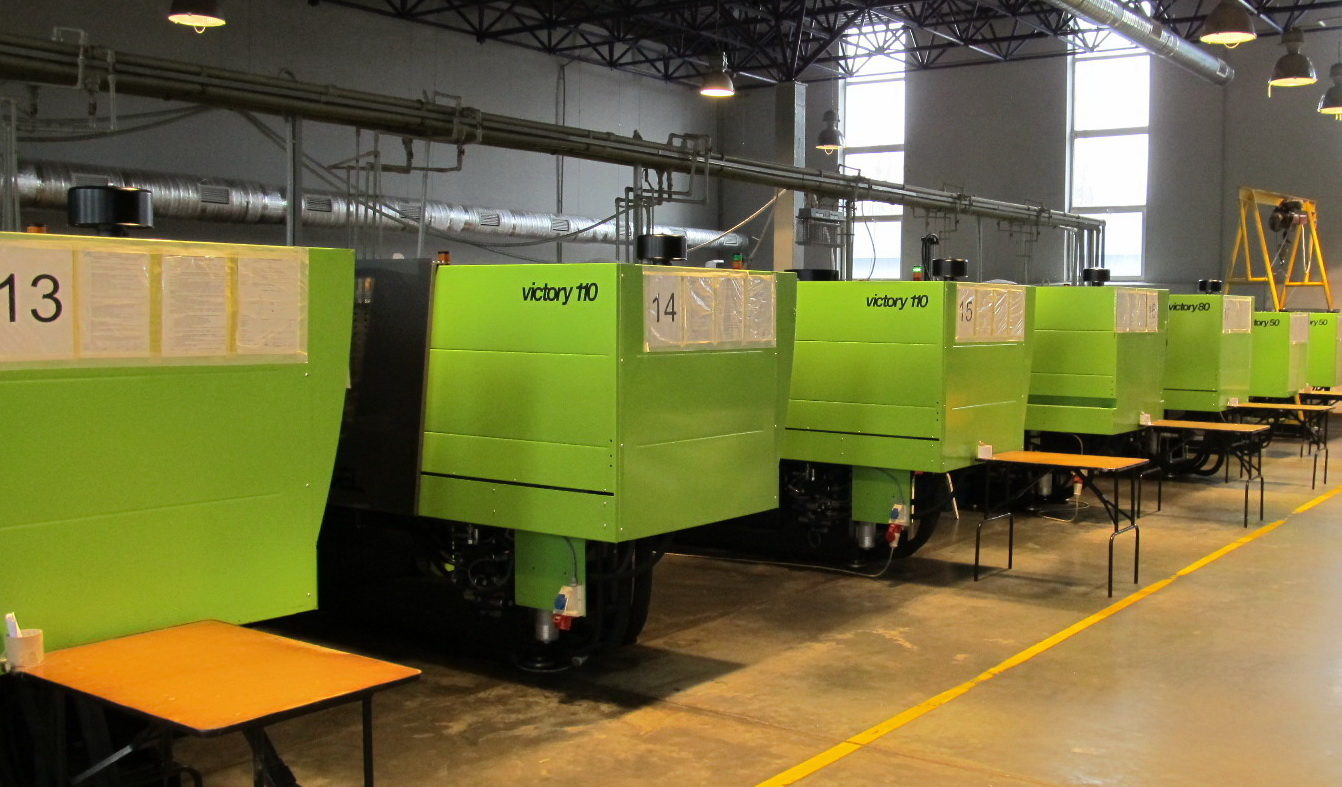
Більше 20 сучасних ТПА Engel, Demag

Для оптимізації процесу розробки і випуску нових виробів, компанія створила власне конструкторське бюро. Відділ проектування та розробки створює концепції нових видів продукції і нові моделі оснастки, використовуючи технології CAD-системи (computer-aided design)
2009 рік — відбулось введення в експлуатацію інструментальної ділянки виробництва прес-форм, укомплектованим високоточного металообробного обладнання виробництва Німеччини та Швейцарії.

## Якість продукції
На підприємстві впроваджена система менеджменту якості. У червні 2014 компанія успішно пройшла ресертифікаційний аудит на відповідність міжнародному стандарту ISO 9001:2008. Наступний етап розвитку компанії, це впровадження стандарту ISO 13485, що дозволить перейти на новий рівень якості виробництва.

Сертифікат ISO 9001:2008